# Manoir de la Vigne (Languidic)
Pour les articles homonymes, voir Manoir de la Vigne (Le Mesnil-sous-Jumièges) et Manoir de la Vigne (Matignon).
Le manoir de la Vigne est un édifice situé à Languidic, en France.

## Situation
Le manoir est situé sur le territoire de la commune de Languidic, au lieu-dit la Vigne, dans le département du Morbihan, en région Bretagne.

## Description
Le manoir date des XVIIIe et XIXe siècles, édifice à un étage carré construit en granite. Toiture  à longs pans recouverte d'ardoises.

## Histoire
Vestiges d'une construction hétérogène partiellement datée en 1728 et 1821.
Le manoir est inscrit à l'inventaire général du patrimoine culturel.